# Израелска академија наука и класичног образовања
Израелска академија наука и класичног образовања  (((језик: хебрејски): האקדמיה הלאומית הישראלית למדעים, (језик: енглески): Israel Academy of Sciences and Humanities)  је академија наука у Израелу са седиштем у Јерусалиму, успостављена 1961. године. 
Међу њене циљеве спада, на пример, јачање контаката између свих научника у природним наукама, хуманитарним и друштвеним наукама културна помоћ академских и научних кругова и давабје савета од стране владе Израела у стварима истраживања и пројеката од народног значаја као и обезбеђења репрезентовања Израела на међународним институцијама и конференцијама. Чини оквирно 100 реномираних израелских академика. Академију је основала и финансира цео ред значајних пројеката у области природних наука где спада, на пример, регионално истраживање геологије, фауне и флоре земље израела. Размењује такође и израелске научнике на међународним пројектима (на пример при европској организацији за нуклеарно истраживање, финансира етудије јеврејске историје, филозофије и уметности као и хебрејског језика, прозе и поезије)

## Председници
Током постојања академије на челу су се сменили научници и то су били:
| Име                  | године           |
| -------------------- | ---------------- |
| проф. Мартин Бубер   | 1960 – 1962      |
| проф. Ахарон Кацир   | 1962 – 1968      |
| проф. Гершом Шолем   | 1968 – 1974      |
| проф. Арје Дворецки  | 1974 – 1980      |
| проф. Ефрајим Урбацх | 1980 – 1986      |
| проф. Јошуа Јортнер  | 1986 – 1995      |
| проф. Јаков Зив      | 1996 – 2004      |
| проф. Менацхем Јари  | 2004 – 2010      |
| проф. Рут Арнон      | 2010 – данашњица |